# Epimerisierung
Unter Epimerisierung versteht man die Konfigurationsumkehr an einem asymmetrischen Kohlenstoffatom eines Moleküls, das zwei oder mehr asymmetrische Kohlenstoffatome aufweist, wobei die Konfiguration der anderen asymmetrischen Kohlenstoffatome erhalten bleibt. Epimere sind Diastereomere, die sich in der Konfiguration von nur einem Stereozentrum unterscheiden.

Epimerisierung von D-Gluconsäure (links) in die diastereomere D-Mannonsäure (rechts) unter dem Einfluss von Chinolin. Die beiden epimeren Onsäuren bilden ein Gleichgewicht. D-Mannonsäure geht zum Teil in D-Gluconsäure über und umgekehrt.

cis-Dekalon und trans-Dekalon sind Epimere, wobei letzteres stabiler ist. Die Epimerisierung erfolgt in der α-Position zur Carbonylgruppe.
|             |               |
| cis-Dekalon | trans-Dekalon |

Die Epimerisierung wurde 1890 von Emil Fischer beim Erhitzen von D-Gluconsäure mit Chinolin beobachtet. Als Reaktionsprodukt wurde die am C2-Kohlenstoff epimerisierte D-Mannonsäure erhalten.